# David Dixon
David Dixon (4 de junio de 1923 - 8 de agosto de 2010) fue un empresario y ejecutivo deportivo quien ayudó a crear al equipo de la NFL New Orleans Saints, el Superdome, el Campeonato Mundial de Tenis (WCT) y la United States Football League (USFL). Graduado de la Universidad Tulane, Dixon creó el New Orleans Professional Football Club, Inc., para presionar a la AFL para obtener una franquicia para esa ciudad a partir de 1962, y también buscó un equipo de expansión de la NFL.
Después de persuadir a la AFL para que jugara su partido All-Stars de 1965 en Nueva Orleans, Dixon sufrió un revés cuando los jugadores negros fueron discriminados en el Barrio Francés de la ciudad. Finalmente el partido se realizó en Houston Más tarde en ese mismo año, Dixon propuso una liga de fútbol americano, a la cual llamó USFL, que haría sus juegos en primavera en lugar del invierno.

## New Orleans Saints
El 1 de noviembre de 1966, los esfuerzos de Dixon, dieron frutos cuando la NFL concedió su 16.ª franquicia a Nueva Orleans. El 8 de diciembre, después de que Dixon había persuadido al Gobernador John J. McKeithen de que respaldara el financiamiento de un estadio techado, los votantes de Nueva Orleans aprobaron la financiación para la construcción del nuevo estadio, el Superdome. Dixon fue dueño de acciones del equipo, pero John W. Mecom, fue el socio mayoritario de los Saints.

## World Championship Tennis (WCT)
En 1967, Dixon, el futuro fundador de la USFL, persuadió al fundador de la AFL Lamar Hunt para que financiara al World Championship Tennis. Después de que John Newcombe firmara un contrato profesional, Dixon logró convencer a muchos de los mejores jugadores varoniles del mundo para que se convirtieran en profesionales. El tenis, que anteriormente se limitaba solo a jugadores amateur, pronto admitió también a jugadores profesionales y la popularidad del deporte aumentó dramáticamente.

## United States Football League
Al comienzo de 1980, Dixon de nuevo propuso una liga profesional de fútbol americano que jugara en primavera y verano. El 11 de mayo de 1982, Dixon finalmente pudo hacer el anuncio de la formación de la nueva liga, la USFL con 12 equipos, la cual jugó tres campañas, de 1983 a 1985. Después de convertirse en el fundador de la USFL, Dixon vendió los derechos de su franquicia y se alejó de la liga.

## Carrera posterior
Después de que la USFL votó por cambiar su calendario al otoño, Dixon hizo varios intentos de revivir el fútbol americano de primavera. En 1985, dio un discurso en la Harvard Business School, para proponer la "America's Football Teams, Inc.", una liga profesional que vendería acciones como parte de un programa de venta de boletos de entrada. Después de que Fox Television Network fuera puesta en funcionamiento en 1987, Dixon propuso la "American Football Federation", la cual tendría a 10 equipos y seleccionaría graduados de high school inelegibles. En 1996, Dixon propuso la creación de la "FanOwnership Football League", cuyos equipos jugarían de septiembre a marzo y vendería el 70% de sus acciones al público en general. Ninguna de sus propuestas han pasado de las etapas iniciales de planeación.